# Johan Harmenberg
Johan Georg Harmenberg, született Åkerman (Stockholm, 1954. szeptember 8. –) olimpiai és világbajnok svéd párbajtőrvívó.